# Intrum
Intrum AB, tidigare Intrum Justitia AB, är ett företag som erbjuder kredithanteringstjänster inklusive inkasso och köp av fordringar. Intrum grundades 1923 och har ca 10 000 anställda i 24 länder i Europa. Intrum AB:s omsättning uppgick 2021 till 17,8 miljarder och bolaget är noterat vid NASDAQ OMX Stockholm sedan 2002.
Den 27 juni 2017 fusionerades Intrum Justitia med Lindorff Group AB. Den 2 oktober samma år bytte företaget namn till Intrum. Andrés Rubio tillträdde som tillförordnad vd och koncernchef den 21 augusti 2022. Andrés Rubio blev anställd som permanent VD och koncernchef den 18 januari 2023.